# Hans May
Hans May, ursprungligen Johannes Mayer, född 11 juli 1886 i Wien, Österrike, död 31 december 1958 i Beaulieu-sur-Mer, Frankrike, var en tysk-fransk-engelsk kompositör och skådespelare.

## Filmmusik i urval
- 1936 – Mayerlingdramat
- 1939 – Stjärnorna blicka ned
- 1948 – Lagt kort ligger
- 1952 – Rough Shoot